# Октябрьский молот (Чернигов)
«Октябрьский молот» (укр. ЧРМЗ «Жовтневий молот») — ремонтно-механический завод, бывшее государственное предприятие машиностроения в Чернигове. Сейчас на его территории торговые площади («Ремзавод»), часть помещений не эксплуатируется. Градообразующее предприятие города Чернигова 20 века. Восточнее и северо-восточнее примыкает район Ремзавод, западнее — ГП «завод стройматериалов №2», южнее — автотранспортные предприятия. На Генплане Чернигова (2001 год) предприятие также обозначено.

## История
|                                  |              |                          |                                 |
| благоустроенный двор предприятия | клуб (слева) | инструментальный участок | инструментальный участок внутри |

В 1916 году были основаны механические мастерские на северной окраине городе: в селе Коты.
Во второй половине 1921 года заработал действующий чугунолитейный завод. В 1922 году с Ремесленной улицы в село Коты был переведён чугунолитейный завод Вайнштейна и Кацнельсона.
В ноябре 1922 году на базе чугунолитейного завода и механических мастерских клинкерного завода основано предприятие по производству и ремонту с/х инвентаря — завод «Октябрьский молот». В следующем году из-за отсутствия топлива он был поставлен на консервацию, в сентябре 1924 года возобновились работы. 
В годы первой пятилетки были построены новые цехи на заводе, предприятие смогло приступить к ремонту тракторов. В 1930-е годы были построены механо-сборочный, моторемонтный, литейный цехи, предприятие приступило к изготовлению глиномешалок для кирпичных заводов, прессов для производства черепицы. 
В 1931 году на заводе работали 126 рабочих — крупнейшее государственное предприятие Чернигова по количеству занятых. В 1931 году завод выполнил заказ Мигнитостроя на чугунное литьё. Завод был переоснащён и в 1935 году приступил к ремонту тракторов ХТЗ, затем грузовых автомобилей и автомобильных моторов, гусеничных тракторов ЧТЗ. Завод ремонтировал 40% тракторных моторов МТС области, выпускал запасные части к с/х машинам. В 1939 году стахановцами стали 78% всех рабочих. В 1940 году завод «Октябрьский молот» был одним из наиболее крупных (среди 11) предприятий (всего 57).
В начале Великой Отечественной войны в августе 1941 года оборудование завода «Октябрьский молот», объединённого с Киевским авторемонтным заводом, было эвакуировано в Саратов, где проводился ремонт военных автомобилей и танков. Во время немецко-фашистской оккупации Чернигова на заводе действовала подпольная группа во главе с М. С. Шарым. В начале 1944 года разрушенные цехи были отстроены, в послевоенные годы расширены и коренным образом реконструированы.

## Реструктуризация
Приказом Фонда государственной собственности по Черниговской области «Про создание ОАО Черниговский ремонтно-механический завод «Октябрьский молот»» («Про створення ВАТ «Чернігівський ремонтно-механічний завод «Жовтневий молот») № 951 от 29.12.1995 было создано открытое акционерное общество путём реорганизации одноимённого государственного предприятия. В имущественный комплекс вошло здание общежития (улица Ленина, 201), которое Решением исполкома Черниговского горсовета  № 28 от 18.02.2002 года имеет статус жилого дома. В 2006 году дом был передан в коммунальную собственность города. 
31.01.1996 года было зарегистрировано открытое (затем публичное) акционерное общество Черниговский ремонтно-механический завод «Октябрьский молот». Основные виды деятельности: управление недвижимостью за вознаграждение или на договорной основе, предоставление в аренду и эксплуатацию собственного и арендованного недвижимого имущества, деятельность в сфере инженирии, геологии и геодезии, предоставление услуг технического консультирования в этих сферах. Исполняющий обязанности главы правления — Пономаренко Нина Борисовна. Среднее количество сотрудников — 9. Общими сборами акционеров предприятия 27.03.2020 года было принято решение про изменение типа акционерного общества с публичного на частное, вступившее в силу 17.04.2020 года.

## Производство
Производимая продукция:
- Автозапчасти на автомобили: ГАЗ, УАЗ, ЗИЛ-130, ГАЗ-24 `Волга`, М-412 `Москвич`, УАЗ, комплектующие механизма обратного * хода (МОХ) к автопогрузчику пр-ва Львов.
- Запчасти для сельхозтехники: шестерни и валы к косилкам КРН, КРС
- Запасные части к комбайнам
- Звездочки для с/х машин

Услуги:
- Изготовление деталей серийное и массовое по чертежам заказчика.
- Литье из серого чугуна: корпусные детали, шкивы, диски, тормозные барабаны автомобилей различных типов, крышки,  полумуфты, плиты
- Декоративное литье: парковые ограды и фонари, скамейки, приствольные решети под деревья и т.д.
- Изделия для коммунального хозяйства: люки, ливневые решетки
- Товары для населения: колосники, плиты, печки бытовые, дверцы топочные и поддувальные
- Спортивный инвентарь: гири, гантели

Услуги под заказ:
- реставрация запчастей
- изготовление деталей по образцу или чертежу заказчика
- изготовления заготовок из серого чугуна для последующей их механической обработки
- сварочные работы